# Dassault Mirage 5
Dassault Mirage 5 tudi Mirage V je enomotorno nadzvočno jurišno lovsko letalo, ki ga je razvil francoski Dassault Aviation v 1960ih. Razvit je na podlagi lovca Mirage III. Letalo so proizvajali v Franciji in tudi v drugih državah, zgradili so 582 letal.
Mirage 5 so razvili po predlogu Izraelskih letalskih sil, ki so zahtevali jurišno verzijo lovca Mirage IIIE. Septembra so Izraelci naročili 50 letal. Vendar teh letal, kljub temu, da so bila že zgrajena in plačana, zaradi embarga Izraelu niso dobavili. Izrael je potem razvil svojega IAI Nesher in pozneje še IAI Kfir.
Mirage 5 je prvič poletel 19. maja 1967. Po izgledu je bil precej podoben Mirage III. Mirage 5 je ohranil dva DEFA topova iz III, so pa dodali dva nosilca za orožje. Na 5-ko se lahko natovori največ 4000 kg orožja ali rezervoarjev za gorivo. 

## Specifikacije (Mirage 5F)
Podatki iz Encyclopedia of World Military Aircraft
Splošne karakteristike
- Posadka: 1
- Dolžina: 15,55 m (51 ft 0¼ in)
- Razpon kril: 8,22 m (26 ft 11⅝ in)
- Višina: 4,50 m (14 ft 9 in)
- Površina kril: 35,00 m² (376,8 ft²)
- Teža praznega letala: 7150 kg (15763 lb)
- Maks. vzletna teža: 13700 kg (30203 lb)
- Pogon letala: 1 × SNECMA Atar 09C turboreaktivni motor
  - Potisk motorjev (suh): 41,97 kN (9436 lbf)
  - Potisk motorjev z dodatnim zgorevanjem: 60,80 kN (13688 lbf)

 Zmogljivost 
- Maks. hitrost: Mach 2 (2350 km/h, 1268 vozlov, 1460 mph) na 12000 m (39400 ft)
- Potovalna hitrost: 956 km/h (516 vozlov, 594 mph)
- Bojni radij: 1250 km (675 nmi, 777 milj) način visoko-nizko-visoko, 2x 400 kg bombi in maks. zunanje gorivo
- Največji doseg: 4000 km (2158 nmi, 2485 milj)
- Višina leta: 18000 m (59055 ft)
- Hitrost vzpenjanja: 46600 ft/min ()

Oborožitev

- Strelno orožje: 2× 30 mm (1.18 in) DEFA 552 topa, vsak s 125 naboji
- Rakete: 2× Matra JL-100 izstreljevalec raket, vsak 19× SNEB 68 mm in 250 litrski rezervoar za gorivo
- Izstrelki: 2× AIM-9 Sidewinder ali Matra R550 Magic
- Bombe: 8800 lb (4000 kg) tovora na petih zunanjih nosilcih